# Уккермарк
Уккермарк (нем. Uckermark) — район в современной Германии (ФРГ).
Центр района — главный город Пренцлау. Район входит в землю (государство) Бранденбург. Занимает площадь 3058 км². Население — 130,2 тысяч человек (2010 год). Плотность населения — 43 человека/км². Официальный код района — 12 0 73.
Район подразделяется на 34 общины.

## Города и общины
1. Шведт (34 197)
2. Пренцлау (20 149)
3. Темплин (16 473)
4. Ангермюнде (14 366)
5. Нордвестуккермарк (4773)
6. Бойценбургер-Ланд (3701)
7. Лихен (3547)
8. Уккерланд (3043)

Управление Брюссов (Уккермарк)
1. Брюссов (2056)
2. Гёриц (823)
3. Кармцов-Валльмов (673)
4. Шёнфельд (632)
5. Шенкенберг (596)

Управление Гарц (Одер)
1. Гарц (2478)
2. Казеков (2152)
3. Хоэнзельхов-Грос-Пиннов (850)
4. Мешерин (793)
5. Тантов (774)

Управление Герсвальде
1. Герсвальде (1683)
2. Мильмерсдорф (1642)
3. Флит-Штегелиц (640)
4. Теммен-Рингенвальде (631)
5. Миттенвальде (394)

Управление Грамцов
1. Грамцов (1995)
2. Оберуккерзе (1787)
3. Рандовталь (1058)
4. Уккерфельде (1044)
5. Грюнов (928)
6. Цихов (615)

Управление Одер-Вельзе
1. Пассов (1585)
2. Беркхольц-Майенбург (1275)
3. Марк-Ландин (1110)
4. Пиннов (906)
5. Шёнеберг (854)

(30 сентября 2010)